# Corsaire (torpilleur)
Pour les articles homonymes, voir Corsaire (homonymie).
Le Corsaire est l’un des douze torpilleurs de classe Hardi construits pour la Marine nationale française à la fin des années 1930. Pendant la bataille de France, le navire navigue vers l’Algérie française pour éviter d’être saisi par les Allemands, bien qu’il soit encore en construction. Il a été rebaptisé Sirocco au début de l’année 1941, toujours en construction. Il a été achevé plus tard cette année-là et immédiatement placé en réserve. Le torpilleur était l’un des navires sabordés pour empêcher leur capture en novembre 1942 lorsque les Allemands occupèrent la France de Vichy. Le Sirocco a été récupéré par la Regia Marina (Marine royale italienne) et remorqué en Italie en 1943. Capturé par les Allemands après l’armistice signé par les Italiens en septembre, le navire a été sabordé par les Allemands à la fin de l’année 1944 et démoli plus tard.

## Conception
La classe Hardi a été conçue pour escorter les cuirassés rapides de la classe Dunkerque et pour contrer les grands destroyers des classes Navigatori italienne et Fubuki japonaise. Les navires avaient une longueur de 117,2 mètres, une largeur de 11,1 mètres et un tirant d'eau de 3,8 mètres. Les navires avaient un déplacement de 1800 tonnes en charge standard et 2577 tonnes à pleine charge. Ils étaient propulsés par deux turbines à vapeur à engrenages, chacune entraînant un arbre d'hélice, utilisant la vapeur fournie par quatre chaudières à circulation forcée Sural-Penhoët. Les turbines ont été conçues pour produire 58000 chevaux (42659 kW), correspondant à une vitesse maximale de 37 nœuds (69 km/h). Les navires transportaient 470 tonnes de mazout, ce qui leur donnait un rayon d'action de 3100 nautiques (5700 km) à 10 nœuds (19 km/h). L’équipage était composé de 10 officiers et de 177 hommes du rang.
L’armement principal des navires de la classe Hardi consistait en six canons de 130 mm modèle 1932 dans trois tourelles jumelées, une à l’avant et les deux autres (dont une surélevé) à l’arrière des superstructures. Leur armement antiaérien se composait d’un affût double pour les canons de 37 mm modèle 1925 sur la superstructure arrière et de deux mitrailleuses Hotchkiss de 13,2 mm modèle 1929 antiaériennes sur le toit des treuils d’obus pour la tourelle avant de 130 mm. Les navires transportaient un affût triple et deux affûts doubles de tubes lance-torpilles de 550 millimètres, tous au-dessus de la ligne de flottaison. L’affût arrière pouvait tirer des deux côtés, mais les affûts avant étaient positionnés un sur chaque bord. Une paire de rampes de largage de grenades anti-sous-marines a été construite à au cul du bâtiment. Elle abritait une douzaine de grenades anti-sous-marines de 200 kilogrammes.

## Carrière
Commandé le 24 mai 1937, le Corsaire a été construit par les Forges et chantiers de la Méditerranée dans leur chantier naval de La Seyne-sur-Mer. Il a été mis en chantier le 31 mars 1938 et lancé le 14 novembre 1939. Le navire était achevé à 82 % et dépourvu de ses canons lorsque les Français se rendirent le 22 juin. Néanmoins, le Corsaire rejoignit ce jour-là un convoi à destination d’Oran, en Algérie française. Après l’attaque de Mers el-Kébir menée par les Britanniques le 3 juillet contre les navires de la marine française, le Corsaire rejoignit son navire jumeau le Casque et ils atteignirent Toulon le 7 juillet.
Le 1er avril 1941, le Corsaire est rebaptisé Sirocco en mémoire du torpilleur du même nom coulé en 1940 lors de l’évacuation de Dunkerque. Il est rentré en service le 1er juillet, bien qu’il ait été placé en réserve. Lorsque les Allemands occupèrent la France de Vichy le 27 novembre 1942, le Sirocco fut sabordé par son équipage. Les Italiens le renflouèrent le 16 avril 1943 et le rebaptisèrent FR32. Le navire est remorqué le 10 juin à Gênes, en Italie, où il est capturé par les Allemands en septembre. Il y est sabordé une seconde fois le 20 octobre 1944 en tant que blockship et démoli ensuite.